# Hit the big time
Hit the big time was de debuutsingle van Catapult. Het is afkomstig van hun album Catapult. De single refereert aan de vakantie in Lloret de Mar, alwaar de heren de plannen smeedden en hun vriendinnen hoopten op een groot succes (big time). Het is opgenomen in de Phonogram Studio en de Frans Peters Studio te Hilversum. Het nummer is geschreven door Aart Mol in samenwerking met de muziekproducent Jaap Eggermont, hier werkend onder het pseudoniem J. Gimmik.

## Hitnotering

### Nederlandse Top 40
| Hitnotering: week 11 t/m15 in 1974 | Hitnotering: week 11 t/m15 in 1974 | Hitnotering: week 11 t/m15 in 1974 | Hitnotering: week 11 t/m15 in 1974 | Hitnotering: week 11 t/m15 in 1974 | Hitnotering: week 11 t/m15 in 1974 | Hitnotering: week 11 t/m15 in 1974 |
| Week:                              | 1                                  | 2                                  | 3                                  | 4                                  | 5                                  |                                    |
| ---------------------------------- | ---------------------------------- | ---------------------------------- | ---------------------------------- | ---------------------------------- | ---------------------------------- | ---------------------------------- |
| Positie:                           | 28                                 | 18                                 | 16                                 | 23                                 | 39                                 | uit                                |

### NederlandseDaverende 30
| Hitnotering: 16-3-1974 t/m 12-4-1974 | Hitnotering: 16-3-1974 t/m 12-4-1974 | Hitnotering: 16-3-1974 t/m 12-4-1974 | Hitnotering: 16-3-1974 t/m 12-4-1974 | Hitnotering: 16-3-1974 t/m 12-4-1974 | Hitnotering: 16-3-1974 t/m 12-4-1974 |
| Week:                                | 1                                    | 2                                    | 3                                    | 4                                    |                                      |
| ------------------------------------ | ------------------------------------ | ------------------------------------ | ------------------------------------ | ------------------------------------ | ------------------------------------ |
| Positie:                             | 23                                   | 19                                   | 17                                   | 27                                   | uit                                  |